# Colonia Elisa
Colonia Elisa é uma cidade da Argentina, localizada na província de Chaco.